# Faradayev pojav
Faradayev pojav (tudi Faradayeva rotacija) je magnetooptični pojav, ki nastane zaradi vpliva magnetnega polja na širjenje svetlobe skozi neko sredstvo. Za pojav je značilno vrtenje ravnine polarizacije svetlobe.
Pojav je leta 1845 odkril angleški fizik in kemik Michael Faraday (1791–1867).

## Opis pojava
Pri Faradayevem pojavu se zavrti ravnina polarizacije svetlobe. Velikost vrtenja ravnine polarizacije je sorazmerna z jakostjo komponente magnetnega polja v smeri širjenja svetlobe. To je rezultat feromagnetne resonance. Ta resonanca povzroči, da  žarek razpade na dva krožno polarizirana žarka, ki se širita z različnima hitrostima. Med njima pride do fazne razlike, kar se odraža kot zasuk ravnine prvotne polarizacije. Podoben pojav opažamo tudi v anizotropnih mineralih. Tam ta pojav imenujemo dvolomnost.
Povezava med kotom vrtenja ravnine polarizacije in magnetnim poljem je: 
{\displaystyle \beta ={\mathcal {V}}\;d\;B\!\,,}
kjer je: 
- {\displaystyle \beta \!} kot za keterega se zavrti ravnina polarizacije (v radianih)
- {\displaystyle B\!} gostota magnetnega polja (v teslih)
- {\displaystyle d\!} dolžina poti, ki jo naredi svetloba v magnetnem polju (v metrih)
- {\displaystyle {\mathcal {V}}\!} Verdetova konstanta  (verdejeva ~)

Vrednost Verdetove konstante je odvisna od vrste sredstva, valovne dolžine svetlobe in temperature.

## Faradayevo vrtenje v medzvezdnem prostoru
Pojav je opazen tudi pri širjenju svetlobe od izvora nekje v vesolju do Zemlje. V takšnem okolju je kot vrtenja ravnine polarizacije odvisen od valovne dolžine svetlobe na naslednji način:
{\displaystyle \beta =\alpha \;\lambda ^{2}\!\,,}.
kjer je 
- {\displaystyle \lambda \!} valovna dolžina svetlobe
- {\displaystyle \alpha ={\frac {e^{3}}{2\pi m^{2}c^{4}}}\int _{0}^{d}n_{e}B\;\mathrm {d} s}
  - {\displaystyle e\!} naboj elektrona
  - {\displaystyle m\!} masa elektrona
  - {\displaystyle c\!} hitrost svetlobe
  - {\displaystyle n_{e}\!} gostota (število na enoto prostora) elektronov
  - {\displaystyle B\!} gostota magnetnega polja

To vrtenje ravnine polarizacije je v astronomiji pomebno, ker z njim lahko merimo magnetno polje v medzvezdnem prostoru, če poznamo gostoto elektronov.
Na radijske valove, ki prečkajo ionosfrero prav tako vpliva Faradayev pojav.